# Grafisch programma

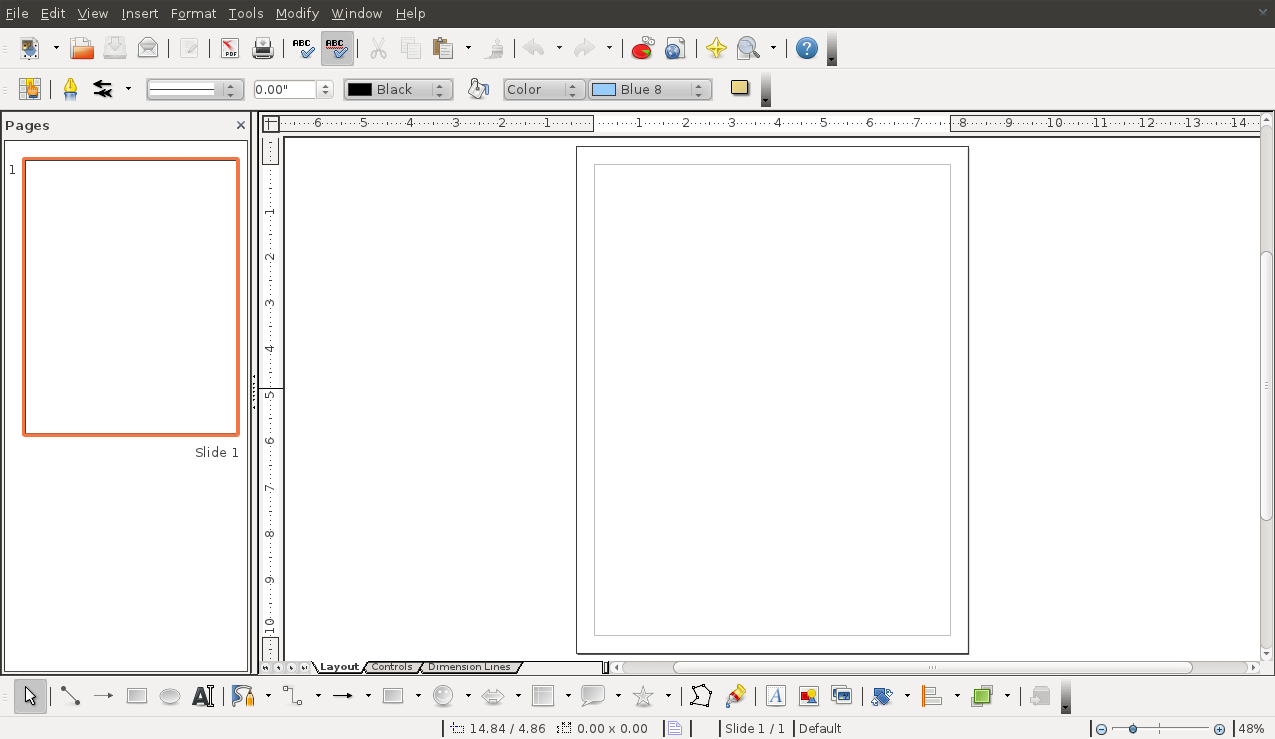
Het grafisch programma LibreOffice Draw

Grafische programma's zijn computerprogramma's waarmee men beelden kan creëren of bewerken.

## Onderverdeling
Ze zijn onder te verdelen in vectorprogramma's en rasterprogramma's. De eerste categorie behandelt afbeeldingen als een meetkundige beschrijving van die afbeelding, de tweede behandelt afbeeldingen als een verzameling gekleurde punten (pixels) in een meerdimensionaal vlak. Beide methoden hebben hun specifieke toepassingen.

## Bekende grafische programma's

### Paginaopmaakprogramma's
Programma's voor het opmaken (samenstellen) van pagina's, met tekst en illustraties, tot een compleet grafisch geheel. De output van deze programma's wordt vaak gegenereerd in PostScript, een systeemonafhankelijke en resolutie-onafhankelijke paginabeschrijvingstaal. Met een RIP (Raster Image Processor) wordt PostScript omgezet naar data voor een laserprinter, een fotozetter, een (offset)plaatbelichter of andere afdruksystemen.
- Scribus
- Adobe InDesign
- QuarkXPress
- Adobe PageMaker
- Affinity Publisher

### Beeldbewerking
- ACDSee
- Adobe Photoshop
- Affinity Photo
- Artweaver
- Capture One
- Corel PHOTO-PAINT
- darktable
- GIMP
- Image Analyzer
- Lightroom
- PaintShop Pro
- Preview (OSX)
- Ulead PhotoImpact
- Xara Xtreme
- XnView

### Vectorprogramma's voor twee dimensies
- CorelDraw
- Dia
- Macromedia Freehand
- Adobe Illustrator
- Affinity Designer
- Microsoft Visio
- Xara Xtreme
- Xfig
- Inkscape